# Toxeus (Sohn des Oineus)
Toxeus (altgriechisch Τοξεύς Toxeús) ist eine Figur der griechischen Mythologie.
Er ist einer der Söhne der Althaia und des Oineus, des Königs von Kalydon. Seine Geschwister sind Thyreus, Gorge, Klymenos, Meleagros, Perimede und Deianeira. Toxeus wird von seinem Vater Oineus getötet, weil er über den Graben seines Weinstocks springt.